# Ефект Синьйора — Ліппса

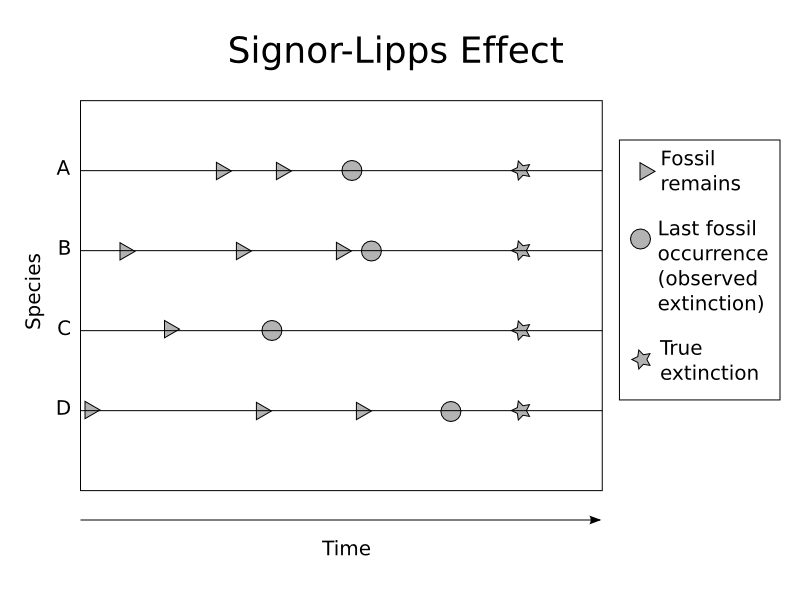
Графічне зображення ефекту Синьйора-Ліппса

Ефект Синьйора — Ліппса — палеонтологічний принцип, запропонований Філіпом В. Синьйором спільно з Джеремі Г. Ліппсом у 1982 році. Суть ефекту полягає в тому, що через об'єктивну неповноту палеонтологічного літопису ні найперші, ані найостанніші (за часом існування) представники будь-якого таксону з дуже великою імовірністю не будуть виявлені у вигляді скам'янілостей.
Найвідоміший приклад — ряд целакантоподібних, який вважали зниклим у кінці крейдового періоду, поки в 1938 році поблизу західної Африки не був виявлений живий представник — латимерія.
Широко відомі палеонтологам скам'янілості під назвою «фауна типу сланців Берджес» до недавнього часу вважались індикаторами раннього і середнього кембрійського періоду. Однак, починаючи з 2006 року кілька скам'янілостей дуже схожих видів були знайдені в силурійських, ордовицьких і навіть девонських відкладах, тобто через 100 млн р. після осадонагромадження сланців Берджес.
Ефект Синьйора — Ліппса має важливі наслідки: надзвичайно важко встановити час і швидкість масових вимирань фауни і флори, що сильно заважає перевірити теорії про причини цих глобальних явищ.